# Gustáv Hraška
Gustáv Hraška (* 5. ledna 1953 Spišská Sobota), je bývalý československý basketbalista, zasloužilý mistr sportu.

## Život a sportovní kariéra
Vystudoval Vysokou školu ekonomickou v Praze.
Basketbalovou ligovou kariéru začal ve slovenském klubu Iskra Svit v sezóně 1970/71, po níž přestoupil do Slavie VŠ Praha, kde hrál dvanáct sezón až do roku 1983. V sezóně 1983/84 působil jako hráč i trenér žen ve švédské Elitserien v družstvu Malbas Malmo. Tři sezóny 1984–1987 opět hrál za Iskra Svit a poté opět hrál za Slavii VŠ Praha (1987–1989). V československé basketbalové lize odehrál 18 sezón (1970–1989), čtyřikrát byl mistrem Československa, čtyřikrát vicemistrem a má dvě třetí místa. Pětkrát v letech 1978–1983 byl zařazen do nejlepší pětice hráčů československé 1. ligy basketbalu. V historické střelecké tabulce 1. basketbalové ligy Československa (od sezóny 1962/63 do 1992/93) je na 5. místě s počtem 8460 bodů.
S týmem klubu se zúčastnil 11 ročníků evropských klubových pohárů v basketbale, z toho pětkrát Poháru evropských mistrů s účastí třikrát ve čtvrtfinálové skupině (1972, 1973 a 1975), čtyřikrát FIBA Poháru vítězů národních pohárů s účastí ve čtvrtfinálové skupině v roce 1977 a dvou ročníků FIBA Poháru Korač s účastí v roce 1979 ve čtvrtfinálové skupině.
S reprezentačním družstvem Československa se zúčastnil dvou Olympijských her a to 1976 v Montrealu (6. místo) a 1980 v Moskvě (9. místo), když předtím s reprezentačním týmem si vybojoval účast na Olympijských hrách v kvalifikacích v Hamiltonu, Kanada před OH 1976 a v Ženevě před OH 1980. Startoval na třech Mistrovství světa – 1974 v Portoriku (10. místo), 1978 v Manile, Filipíny (9. místo) a 1982 v Kolumbii (10. místo). Hrál na Mistrovství Evropy juniorů 1972 (5. místo) a šesti Mistrovství Evropy mužů – 1973 v Barceloně (4. místo), 1975 v Bělehradě (6. místo), 1977 v Lutychu, Belgie (3. místo), 1979 v Turínu, Itálie (4. místo), 1981 v Praze (3. místo) a 1983 v Nantes, Francie (10. místo). S basketbalovou reprezentací Československa získal na Mistrovství Evropy dvě bronzové medaile a dvě čtvrtá místa. V roce 1977 na světové Univerziádě v Sofii s týmem Československa skončil na třetím místě. Za reprezentační družstvo Československa v letech 1971–1983 odehrál 336 zápasů, z toho na 13 světových a evropských basketbalových soutěžích celkem 91 zápasů, v nichž zaznamenal 761 bodů.
Již během basketbalové kariéry pracoval v letech 1978-90 v Ekonomickém ústavu ČSAV, v letech 1991–1996 v auditorské a konzultantské společnosti Deloitte & Touche, od 1992 na pozici Partner-in charge a v letech 1996–2001 byl finančním a HR ředitelem společnosti RadioMobil/TMobile.
V roce 2001 se umístil na 24. místě ankety o nejlepšího českého basketbalistu dvacátého století. V roce 2016 byl uveden do Síně slávy České basketbalové federace. V roce 2020 byl uveden také do Síně slávy Slovenské basketbalové asociace.

## Hráčská kariéra

### Hráč klubů
- 1970–1971 BK Iskra Svit: 8. místo (1971)
- 1971–1983 Slavii VŠ Praha: 4× mistr Československa (1972, 1974, 1981, 1982), 3× vicemistr (1973, 1976, 1977), (2× 3. místo (1975, 1978), 2× 4. místo (1979, 1980), 6. místo (1983)
- 1984–1987 Iskra Svit: vicemistr Československa (1985), 4. místo (1987), 5. místo (1986)
- 1987–1989 Slavii VŠ Praha: 3. místo (1988), 6. místo (1989
- V československé basketbalové lize celkem 18 sezón, 11 medailových umístění a 8460 bodů (5. místo)
  - 4× mistr Československa (1972, 1974, 1981, 1982), 4x vicemistr (1973, 1976, 1977, 1985), 3x 3. místo (1975, 1978, 1988)
  - 5× v nejlepší pětce sezóny „All stars“ československé ligy v sezónách: 1978/79 až 1982/83
- Pohár evropských mistrů
  - Slavia VŠ Praha: 1972, 1973, 1975 a 1982 (čtvrtfinálová skupina), 1983 (vyřazena v 1. kole)
- Pohár vítězů pohárů
  - Slavia VŠ Praha: 1977 (čtvrtfinálová skupina), 1976 a 1978 (osmifinále)
  - BK Iskra Svit: 1986 (osmifinále, vyřazena Stade Français BC, Paříž)
- FIBA Pohár Korač
  - Slavia VŠ Praha: 1979 (čtvrtfinálová skupina), 1981 (2. kolo)

### Československo
- Za reprezentační družstvo Československa v letech 1971–1983 hrál celkem 336 zápasů, z toho na světových a evropských soutěžích 91, v nichž zaznamenal 761 bodů
- Předolympijská kvalifikace – 1976 Hamilton, Kanada (77 bodů, 8 zápasů) 2. místo a postup na OH • 1980 Ženeva, Švýcarsko (76 bodů, 10 zápasů) 2. místo a postup na OH
  - Celkem na 2 olympijských kvalifikacích 153 bodů v 18 zápasech
- Olympijské hry – 1976 Montreal (75 bodů, 7 zápasů) 6. místo • 1980 Moskva (38 bodů, 6 zápasů) 9. místo
  - Celkem na 2 olympijských hrách 113 bodů ve 13 zápasech
- Mistrovství světa – 1974 Portoriko (23 bodů, 6 zápasů) 10. místo • 1978 Manila, Filipíny (44 bodů, 7 zápasů) 9. místo • 1982 Kolumbie (126 bodů, 7 zápasů) 10. místo, 9. místo v tabulce střelců MS
  - Celkem na 3 Mistrovství světa 193 bodů v 20 zápasech
- Mistrovství Evropy juniorů – 1972 Zadar. Jugoslávie (98 bodů/7 zápasů), nejlepší střelec týmu, 5. místo
- Mistrovství Evropy mužů – 1973 Barcelona, Španělsko (28 bodů /6 zápasů) 4. místo • 1975 Bělehrad, Jugoslávie (55 /7) 6. místo • 1977 Lutych, Belgie (39 /7) 3. místo • 1979 Turín, Itálie (54 /6) 4. místo • 1981 Praha (40 /7) 3. místo • 1983 Nantes, Francie (86 /7) 10. místo
  - Celkem na 6 Mistrovství Evropy 302 bodů ve 40 zápasech

## Knihy
- Gustav Hraška: Problémy měření mezinárodního ekonomického efektu, Praha, 1982, 115s
- Gustav Hraška: Teoretické problémy kvantifikace národního ekonomického efektu, Praha, Ekonomický ústav ČSAV, 1987, 77s
- Gustav Hraška: Analýza kriteriálních funkcí pro optimalizaci stupně zapojení do MSDP v podmínkách intenzívního rozvoje, Praha, Ekonomický ústav ČSAV, 1989, 95s